# Ghogha
Ghogha (conosciuta anche come Gogo) è una suddivisione dell'India, classificata come census town, di 10.849 abitanti, situata nel distretto di Bhavnagar, nello stato federato del Gujarat. In base al numero di abitanti la città rientra nella classe IV (da 10.000 a 19.999 persone).

## Geografia fisica
La città è situata a 21° 40' 57 N e 72° 15' 29 E.

## Società

### Evoluzione demografica
Al censimento del 2001 la popolazione di Ghogha assommava a 10.849 persone, delle quali 5.387 maschi e 5.462 femmine. I bambini di età inferiore o uguale ai sei anni assommavano a 1.516, dei quali 758 maschi e 758 femmine. Infine, coloro che erano in grado di saper almeno leggere e scrivere erano 7.013, dei quali 4.107 maschi e 2.906 femmine.